# Colostygia cinerea
Colostygia cinerea là một loài bướm đêm trong họ Geometridae.